# Rhaphidostegium amoenum
Rhaphidostegium amoenum là một loài rêu trong họ Sematophyllaceae. Loài này được (Hedw.) A. Jaeger mô tả khoa học đầu tiên năm 1878.